# Cosmia postnigra
Cosmia postnigra là một loài bướm đêm trong họ Noctuidae.